# Grande Enciclopédia Delta Larousse

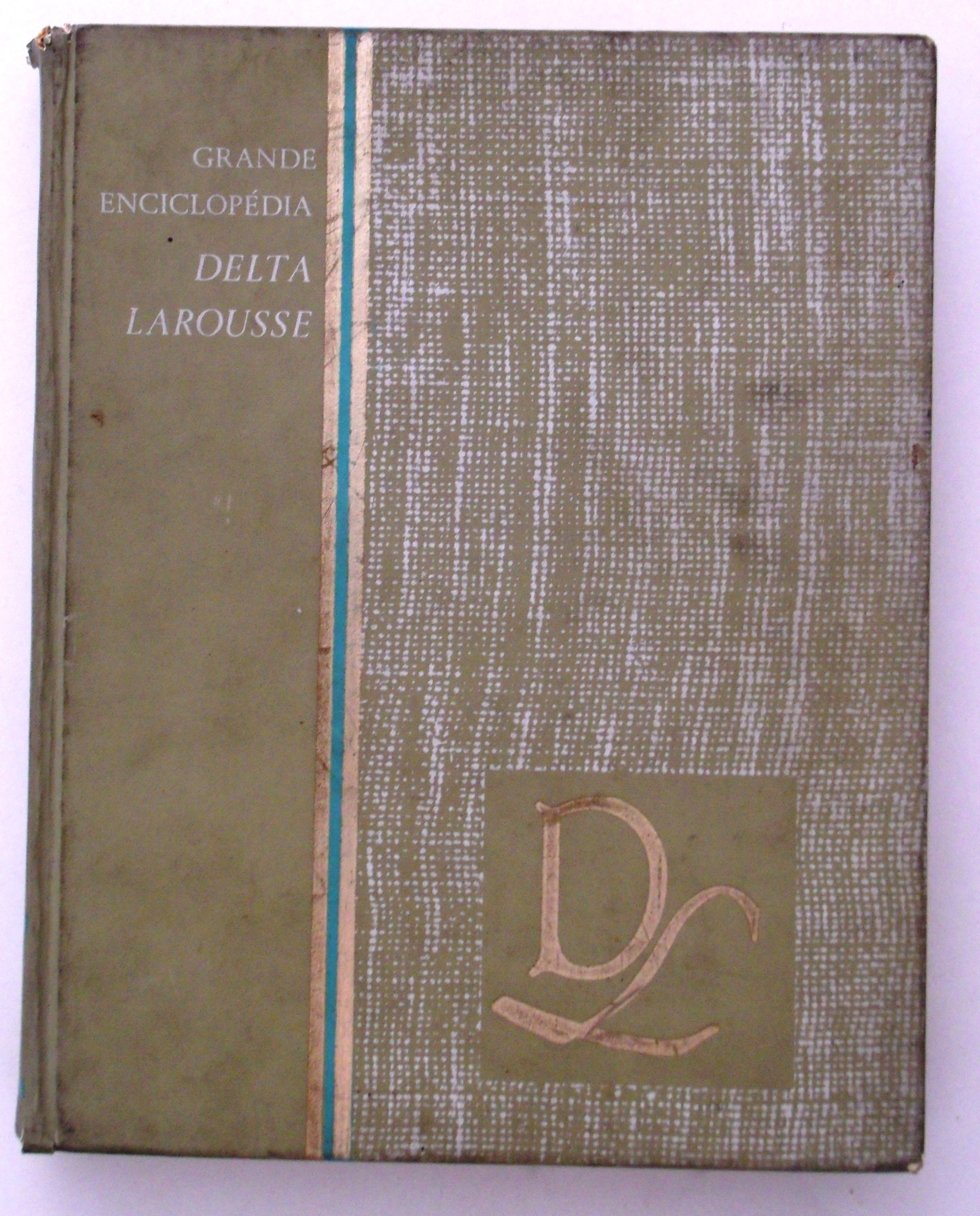
Um dos volumes da edição de 1970.

A Grande Enciclopédia Delta Larousse é uma enciclopédia em língua portuguesa originalmente composta por doze volumes.

## História
Lançada em 1970, no Rio de Janeiro, pela editora Delta S/A, editada sob responsabilidade de Antônio Houaiss, com a participação de especialistas de diferentes áreas, foi financiada com os lucros resultantes da distribuição da Enciclopédia Delta-Larousse - uma tradução adaptada da obra Larousse Méthodique -, lançada em 1960 pela mesma editora.
Sua literatura foi construída sob perspectiva que valoriza a cultura dos países lusófonos e da América Latina. Ilustração colorida com mais de 12 mil imagens. A quinta edição foi lançada em 1978.